# Cameron Randolph
Cameron Randolph (24 de noviembre de 1970) es una deportista estadounidense que compitió en triatlón. Ganó una medalla de oro en el Campeonato Mundial de Xterra Triatlón de 1997.

## Palmarés internacional
| Campeonato Mundial | Campeonato Mundial    | Campeonato Mundial | Campeonato Mundial |
| Año                | Lugar                 | Medalla            | Prueba             |
| ------------------ | --------------------- | ------------------ | ------------------ |
| 1997               | Maui (Estados Unidos) | Medalla de oro     | Individual         |